# Блажки (Гомельская область)
Блажки (бел. Блажкі) — деревня в Зеленочском сельсовете Калинковичского района Гомельской области Белоруссии.

## География
В 19 км на северо-восток от Калинкович, 4 км от железнодорожной станции Горочичи (на линии Жлобин — Калинковичи), 125 км от Гомеля.
На юге и западе мелиоративные каналы.

## История
Основана в начале XX века переселенцами из соседних деревень. В 1931 году жители вступили в колхоз. Во время Великой Отечественной войны 27 жителей погибли на фронте. Согласно переписи 1959 года в составе колхоза «Коммунар» (центр — деревня Зеленочи).

## Население
- 1959 год — 288 жителей (согласно переписи).
- 2004 год — 23 хозяйства, 33 жителя.

## Транспортная сеть
Транспортные связи по просёлочной, затем автомобильной дороге Гомель — Лунинец. Планировка состоит из прямолинейной меридиональной улицы, к которой на юге присоединяется короткая прямолинейная улица. Застройка двусторонняя, деревянная усадебного типа.